# Chamizo
Chamizo – miasto w Urugwaju, w departamencie Florida.